# Rastafari Teach I Everything
Rastafari Teach I Everything – czternasty album studyjny Sizzli, jamajskiego wykonawcy muzyki reggae i dancehall.
Płyta została wydana 4 września 2001 roku przez londyńską wytwórnię Greensleeves Records. Produkcją nagrań zajął się Phillip "Fatis" Burrell. Trzon grupy akompaniującej Sizzli stanowili muzycy riddim bandu The Fire House Crew. 
6 października 2001 roku album osiągnął 7. miejsce w cotygodniowym zestawieniu najlepszych albumów reggae magazynu Billboard (ogółem był notowany na liście przez 7 tygodni).

## Lista utworów
1. "Rastafari Teach I Everything"
2. "Beautiful"
3. "Yes I Get High"
4. "Better Make Sure"
5. "Revenge"
6. "Planet Earth"
7. "Escape from Prison"
8. "Give Her the Loving"
9. "It This"
10. "No Problem"
11. "Stay Clean"
12. "Energy"
13. "Make Love"

## Twórcy

### Muzycy
- Sizzla – wokal
- Rudy Valentine – gitara
- Earl "Chinna" Smith – gitara
- Donald "Bassie" Dennis – gitara basowa
- Christopher Meredith – gitara basowa, instrumenty klawiszowe
- Paul "Teetimus" Edmund – gitara basowa, perkusja, instrumenty klawiszowe
- Paul "Wrong Move" Crossdale – instrumenty klawiszowe
- Steven Stanley – instrumenty klawiszowe
- Nigel Staff – instrumenty klawiszowe

### Personel
- Paul Daley – inżynier dźwięku
- Mark Harrison – inżynier dźwięku
- Collin "Bulby" York – inżynier dźwięku
- Delroy "Fatta" Pottinger – inżynier dźwięku
- Robert Murphy – inżynier dźwięku, miks
- Garfield McDonald – inżynier dźwięku, miks
- Steven Stanley – miks